# Voodoo Academy
Voodoo Academy é um filme estadunidense de 2000, dos gêneros horror (gênero) e fantasia, dirigido por David DeCoteau .

## Sumário
Christopher Young acaba de se matricular na prestigiada Carmichael Bible College, gerida pela Mrs. Bouvier. Depois de alguns desaparecimentos inexplicáveis, Christopher começa a investigar e descobre que a senhora Bouvier e o reverendo  da Carmichael possuem algumas intenções muito prejudiciais para os jovens de sua escola. Logo fica claro que magia vodu está sendo usada e que os meninos são as ferramentas com as quais o corpo docente da faculdade vão tentar ressuscitar Satanás.

## Elenco
- Debra Mayer ....  Mrs. Bouvier
- Riley Smith ....  Christopher Sawyer
- Chad Burris ....  Rev. Carmichael
- Kevin Calisher ....  Billy Parker
- Huntley Ritter ....  Rusty Sankervich
- Ben Indra ....  Mike McCready
- Drew Fuller ....  Paul St. Clair
- Travis Sher ....  Sam Vollero
- Rhett Jordan ....  Blake Godfrey